# João Pedro (político)
João Pedro Gonçalves da Costa (Parintins, 14 de outubro de 1952), mais conhecido como João Pedro, é um político brasileiro.

## Vida e carreira
João nasceu em 1952, em Parintins, Amazonas, no Brasil. Ele frequentou a Universidade Federal do Amazonas (Ufam), em 1977, onde estudou Agronomia. Ele foi presidente do Centro Acadêmico de Agronomia (Cuca) e do Diretório Central dos Estudantes (DCE), e também foi vice-presidente da União Nacional dos Estudantes (UNE).
Em 1982, como um militante do Partido Comunista do Brasil (PCdoB), João Pedro elegeu-se deputado estadual no Amazonas. Ele foi vereador de Manaus de 1989 a 1992, e em 1991 ingressou no Partido dos Trabalhadores (PT). Em 1998 foi candidato a deputado federal, obtendo a suplência. Em 2002 foi candidato ao governo do Amazonas, ficando em quarto lugar com 5,8% dos votos.
Em 2003 foi superintendente do Instituto Nacional de Reforma Agrária, no primeiro governo Lula. Em 2006, ele coordenou a campanha petista no Amazonas, e foi eleito como primeiro suplente de Alfredo Nascimento. Com a licença deste para ocupar o Ministério dos Transportes, assumiu o cargo de senador de 2007 a 2011.
Em junho de 2015, no governo da presidente Dilma Rousseff, foi empossado presidente da Funai.
Em 2023, ele foi nomeado ao cargo de diretor do Instituto Nacional de Colonização e Reforma Agrária (INCRA), no terceiro governo do presidente Luiz Inácio Lula da Silva.